# Brauner Kongosalmler
Der Braune Kongosalmler (Phenacogrammus deheyni, Syn.: Hemigrammalestes interruptus) ist ein Süßwasserfisch aus der Familie der Afrikanischen Salmler (Alestidae). Er lebt im mittleren Kongobecken in der Demokratischen Republik Kongo. Die Typuslokalität liegt bei Lisala.

## Beschreibung
Der Braune Kongosalmler erreicht eine maximale Körperlänge von bis zu 10 Zentimetern und ist von bräunlicher Farbe, mit einem dunklen Längsband auf der hinteren Körperhälfte. Die Seitenlinie ist unvollständig. Die geschlechtsreifen Männchen unterscheiden sich von den Weibchen durch ein farbenprächtigeres Aussehen und die verlängerten mittleren Schwanzflossenstrahlen.
- Flossenformel: Dorsale: ii/8, Anale ii–iii/16–19.[3]
- Schuppenformel: 4,5/28–30, SL 6–7.[3]

## Lebensweise
Der braune Kongosalmler ist ein Schwarmfisch. Er lebt benthopelagisch bei einer durchschnittlichen Wassertemperatur von 24 bis 27° Celsius und gedämpften Lichtverhältnissen. Er ernährt sich von Kleinstlebewesen aller Art, bevorzugt von Insekten.

## Aquaristik
Der braune Kongosalmler taucht im Aquarienhandel bisher nur äußerst selten auf. Er ist aber prinzipiell in der Vergesellschaftung mit friedliebenden Bodenfischen für die Aquarienhaltung geeignet.